# Ludwig von Gablenz

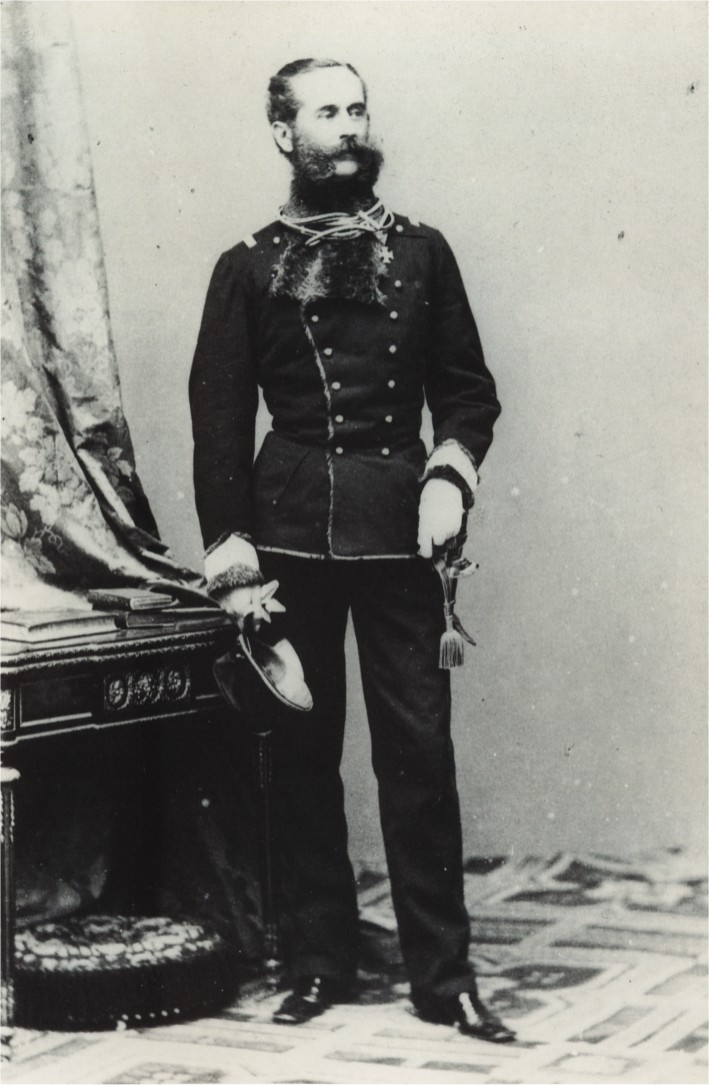
Ludwig Karl Wilhelm von Gablenz, Fotografie von Ludwig Angerer 1860

Ludwig Karl Wilhelm Freiherr von Gablenz, ab 1873 Freiherr von Gablenz-Eskeles (* 19. Juli 1814 in Jena; † 28. Januar 1874 in Zürich) war ein österreichischer General der Kavallerie.

## Herkunft

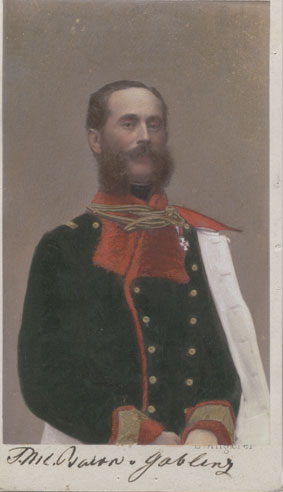
Ludwig Karl Wilhelm von Gablenz

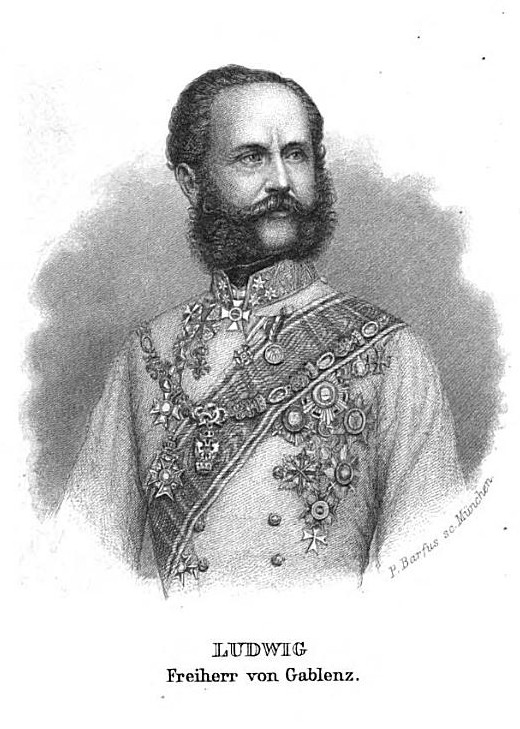
Ludwig Freiherr von Gablenz um 1870 (Lithogtrapie von P. Barfus, München)

Ludwig Karl Wilhelm Freiherr von Gablenz wurde am 19. Juli 1814 in Jena als Sohn des königlich-sächsischen Generalleutnants Heinrich Adolph von Gablenz geboren. Seine Mutter war dessen Ehefrau Charlotte von Stieglitz (1772–1842), eine Tochter des kursächsischen Oberst Wilhelm Ludwig von Stieglitz. Sein Bruder Anton von Gablenz  (1810–1878) war Mitglied des preußischen Herrenhauses (Mission Gablenz).

## Leben
Gablenz trat nach seiner Ausbildung an der Ritterakademie in Dresden 1831 als Portepée-Junker in das sächsische 2. leichte Reiter-Regiment „Prinz Johann“ ein. Später wechselte er als Leutnant in das Garde-Reiter-Regiment und 1833 in die österreichische Armee ein.
Er diente abwechselnd in der Infanterie, Kavallerie und beim Generalstab. Im Jahre 1848 wurde er Adjutant des Generals Wallmoden in Italien. Nach der Schlacht bei Custozza zum Major befördert, wurde Gablenz zur Armee nach Ungarn abkommandiert. Dort übernahm er den Posten als Chef des Generalstabes im Schlickschen Korps. In Ungarn nahm er an nicht weniger als 46 Schlachten, Gefechten und Scharmützeln an der Seite seines Generals teil. Dafür erhielt Gablenz am 4. Januar 1849 das Ritterkreuz des Maria-Theresia-Ordens. Im Sommer 1849 zum Oberstleutnant und zum Kommandanten des Dragoner-Regiments „Prinz Eugen“ befördert, kam er ins Hauptquartier des russischen Generalleutnants von Grabbe, mit dem er zusammen vor Komorn rückte.
Als im Herbst 1850 die Gefahr eines Zusammenstoßes zwischen Preußen und Österreich drohte, wurde der mittlerweile zum Oberst aufgerückte Gablenz dem Generalstab der Armee in Böhmen zugeteilt. Er ging jedoch bald darauf in einer diplomatischen Mission nach Dresden. 1854 zum Generalmajor befördert, kommandierte er die leichte Brigade des I. Kavallerie-Korps und rückte in die Donaufürstentümer ein.

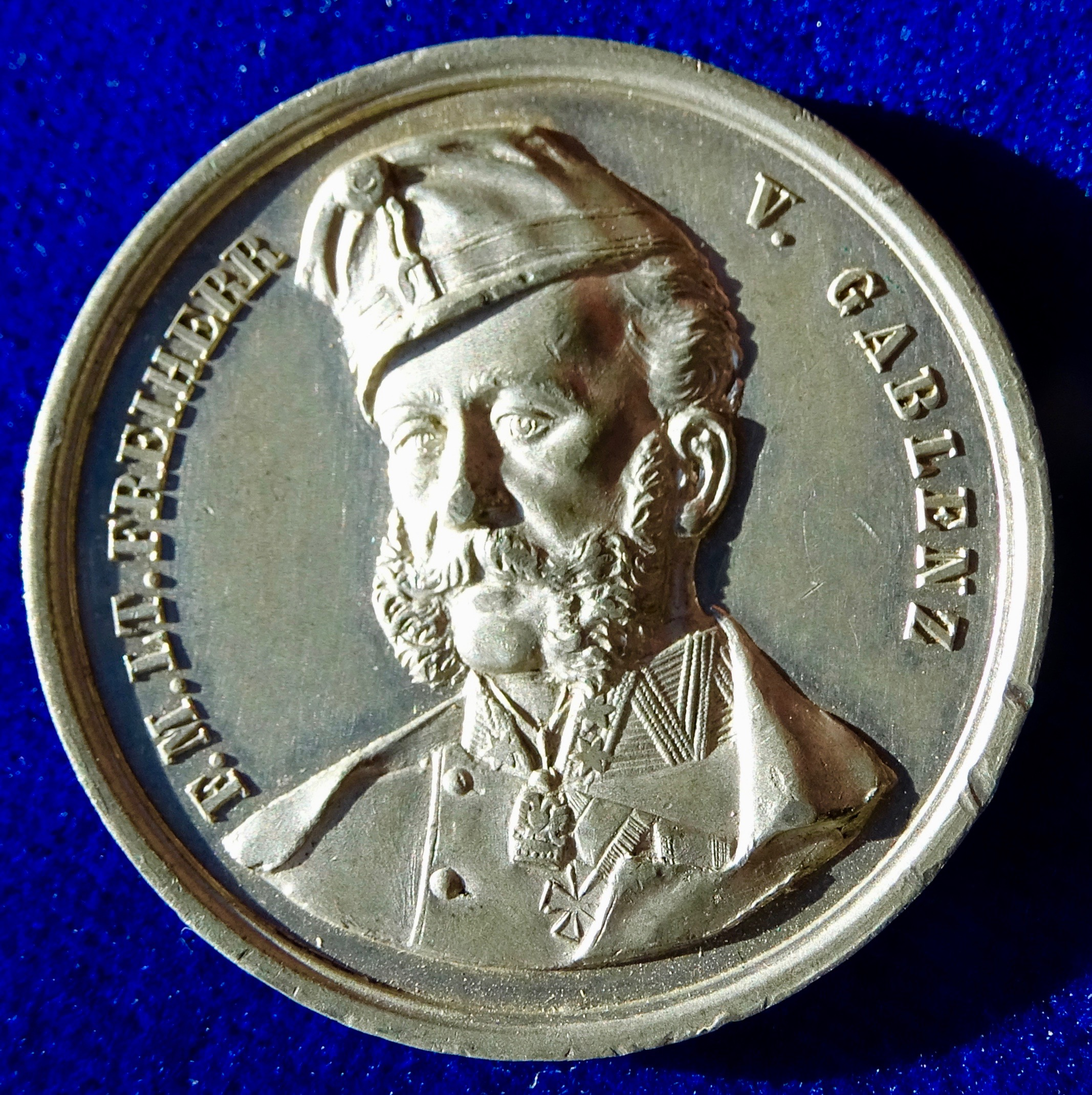
Medaille von 1864 auf die Rückkehr der österreichischen Truppen aus Schleswig-Holstein mit der Eröffnung der Aspernbrücke in Wien. Porträt von Gablenz auf der Vorderseite.

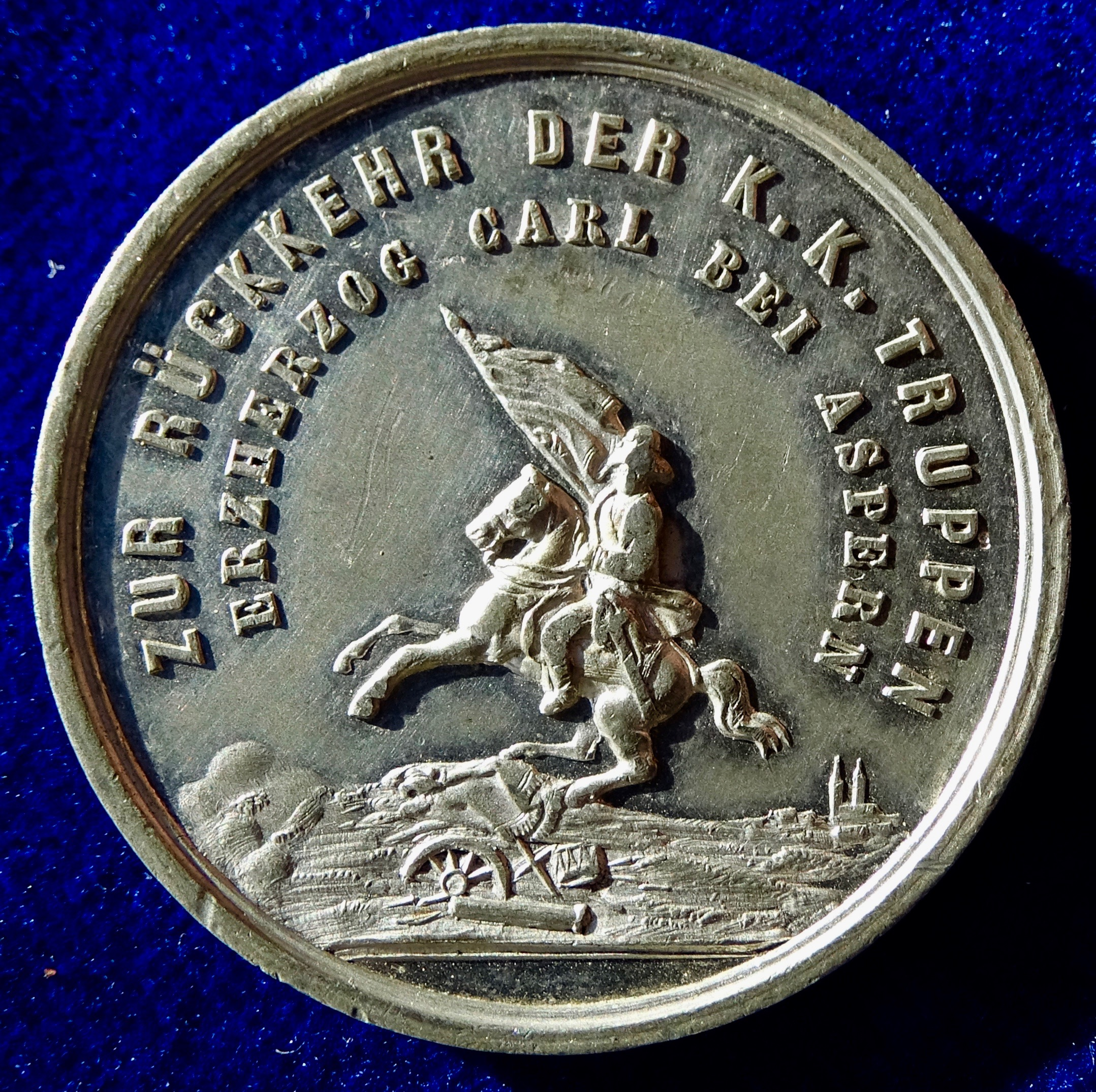
Die Rückseite dieser Medaille mit dem reitenden Erzherzog Carl auf dem Schlachtfeld bei Aspern.

Im Sardinischen Krieg von 1859 übernahm er eine Brigade beim VII. Armeekorps und kämpfe in den Schlachten von Magenta und Solferino. 1862 wurde Gablenz zum Feldmarschallleutnant befördert. 1864 im Deutsch-Dänischen Krieg befehligte er das VI. Armee-Korps unter General Wrangel, das am 1. Februar 1864 die Eider überschritt. Seiner geschickten Führung verdankte man die allerdings nicht unblutigen Siege von Oberselk (3. Februar, Gefecht um den Königshügel) und Oeversee sowie die sich daran anknüpfenden weiteren Siege bei Schleswig, das er am 6. Februar besetzte und bei Veile am 8. März. Für seine Verdienste im Deutsch-Dänischen Krieg erhielt er durch ein persönliches Handschreiben König Wilhelms I. von Preußen am 27. Februar 1864 den preußischen Orden Pour le Mérite verliehen. Schon zwei Tage später, am 29. Februar 1864, schickte Gablenz ein devotes Dankschreiben an König Wilhelm I. „...EKM wage ich, meinen alleruntertänigsten Dank zu Füßen zu legen für die erhabene Auszeichnung...“ Nach dem Wiener Frieden kehrte er nach Wien zurück und erhielt für seine Leistungen das Kommandeurkreuz des Maria-Theresia-Ordens, wurde aber bereits am 4. September 1865 zum Statthalter in Holstein ernannt, wo er sich großer Beliebtheit erfreute.
1866, während des Deutschen Krieges, musste Gablenz Holstein räumen und wurde Kommandant des X. österreichischen Armee-Korps, mit welchem er am 27. Juni 1866 bei der Schlacht bei Trautenau das I. preußische Armee-Korps unter Bonin, welches als Vorhut der Armee des preußischen Kronprinzen durch den Pass von Trautenau in Böhmen eindrang, in einer zehnstündigen Schlacht am 28./29. Juni schlug und über die Landesgrenze zurückwarf. Er kämpfte am 3. Juli bei Königgrätz und besetzte später mit seinem Korps die Festungswerke nördlich von Wien. Im September 1866 trat Gablenz für kurze Zeit aus dem aktiven Dienst.
Nach dem Friedensschluss war er seit dem 1. April 1867 lebenslanges Mitglied des Herrenhauses im Reichsrat, wo er im liberalen Sinne tätig war, und 1868 Kommandierender General von Kroatien und Slawonien; 1869 Kommandierender General von Ungarn und 1870 General der Kavallerie. 1871 nahm er als Bevollmächtigter von Kaiser Franz Joseph I. an dem Einzug der siegreichen deutschen Truppen in Berlin teil und nahm am 28. November 1871 seinen Abschied.
Ludwig Karl Wilhelm von Gablenz verlor sein Geld beim Gründerkrach von 1873, wodurch er auch seine Vertrauensstellung beim Kaiser einbüßte. Er floh nach Zürich, wo er sich am 28. Januar 1874 erschoss. Von Gablenz wurde zunächst auf dem Zürcher Gemeindefriedhof beigesetzt. Im Jahr 1905 wurde er in der neu fertiggestellten Krypta des 1868 zur Erinnerung an die Schlacht errichteten Kriegerdenkmals bei Trautenau beigesetzt. Dem Denkmal gegenüber steht Gablenz' ehemaliges Grabmal vom Zürcher Gemeindefriedhof, welches gemeinsam mit seinen sterblichen Überresten nach Ostböhmen verbracht wurde.

## Familie
Ludwig von Gablenz ehelichte 1853 in Wien Helene von Eskeles (* 30. Mai 1837; † 13. Februar 1899), katholische Tochter des jüdischen Bankiers Denis Freiherr von Eskeles. Die Namensvereinigung erfolgte 1873. Das Paar hatte zwei Söhne und eine Tochter:
- Dionys Heinrich Adolf Franz (* 13. September 1856) ⚭ 1897 Anna Christine Clementine Zelzer (* 19. Mai 1876)
- Heinrich Adolf Ludwig Emil (* 29. September 1857)
- Mathilde Maria Emilie Zoe (* 27. März 1859; † 12. Juni 1889) ⚭ 1877 Freiherr Gustav von Acton (* 17. Februar 1838; † 22. April 1880), königlich italienischer Linienschiff-Kapitän[4][5]

## Ehrungen
- Kommandeurskreuz des Militär-Maria-Theresia-Ordens
- Großkreuz der Eisernen Krone
- Ehrenbürger von Wien (1864)
- Ehrenritter des Johanniterordens[6]

Benennungen
- Gablenz-Kaserne des Österreichischen Bundesheeres in Graz-Straßgang
- Gablenzgasse in Fünfhaus und Ottakring, Wien
- Gablenzbrücke und Gablenzstraße in Kiel

## Trivia
- Carl Franz Stenzl komponierte 1864 den Gablenz-Marsch. Anlass war der unter Gablenz' Oberkommando erfolgte siegreiche Einsatz des k. u. k. steirischen IR „Albert I. König der Belgier“ Nr. 27 in Schleswig, dessen Traditionsmarsch es dann wurde.

- In Fontanes Roman Graf Petöfy wird zu Beginn Gablenz´ Tod gemeldet, was den Roman genau datiert und dem Titelhelden Gelegenheit gibt, den Entschluss zum Freitod zu verteidigen.